# Кофе с ликёром

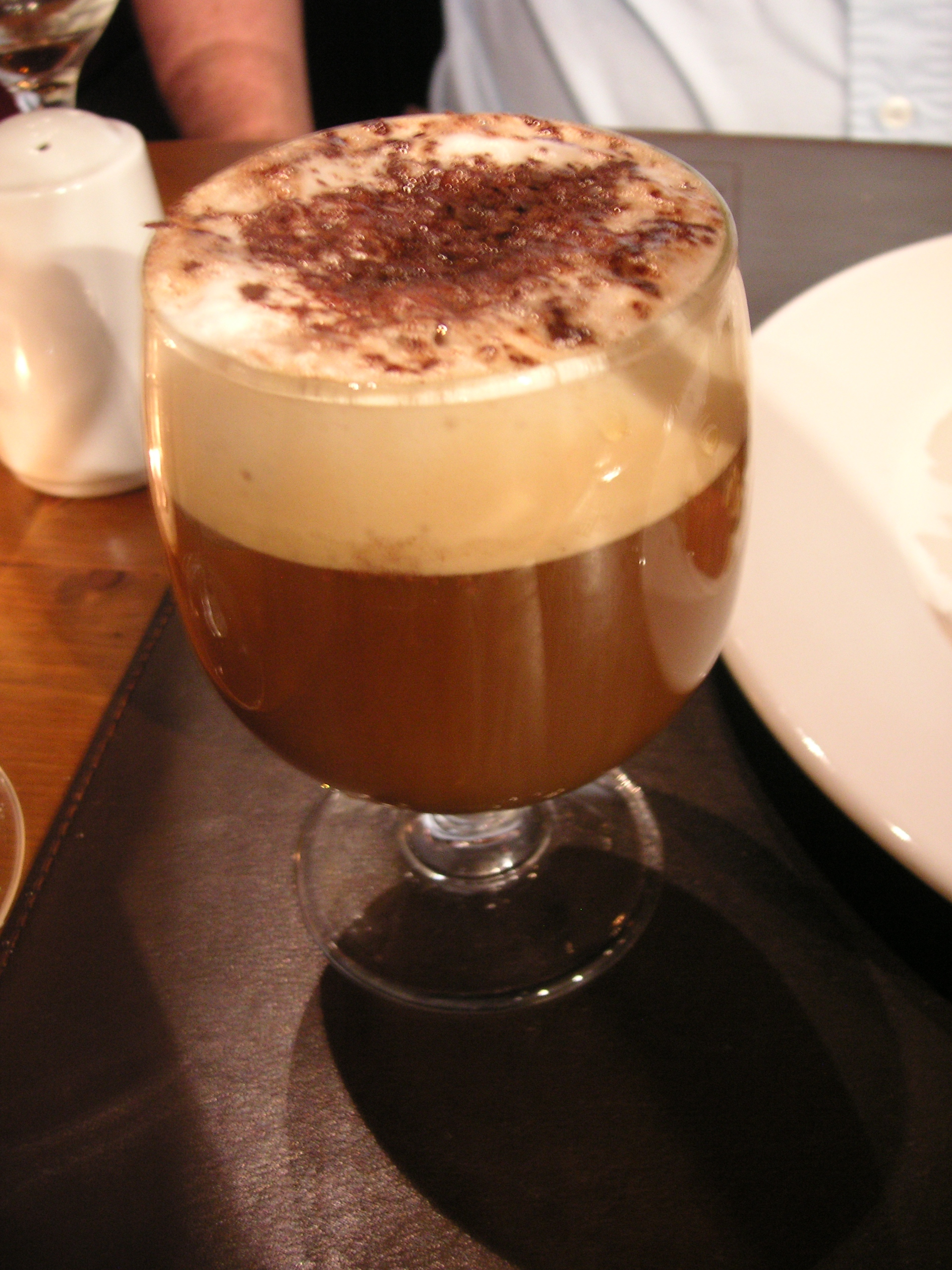
Ликер Бейлис и кофе

Кофе с ликёром или ликёрный кофе — кофе, горячий или холодный, в который добавлена порция ликёра, или подающийся с ликёром. Также ликёрным кофе называют кофе с другими алкогольными напитками. Этот напиток как правило отличается высокими вкусовыми качествами. Обычно он подаётся в ликёрной рюмке, бокале для кофе с ликёром или бокале пусс-кафе часто с добавлением сливок и сахара. Известно много вариантов кофе с ликёром. Одним из самых популярных кофейно-ликерных напитков считается ирландский кофе. По одной из версий, ирландский кофе, коктейль из эспрессо, ирландского виски, сахара и взбитых сливок, был придуман в 1943 году неким Джо Шериданом. Шеридан изобрёл этот горячий напиток, чтобы согреть пассажиров, ожидавших задержанный рейс в аэропорту Фойнса.
Кофейные напитки с ликером в основном классифицируются как коктейли, а также дижестивы, которые призваны облегчить процесс пищеварения, как правило, после приёма пищи.
Кофе и ликёр являются составляющими коктейлей — коротких спиртных напитков группы «Фраппе», в которые также добавляется коньяк. Базой «Фраппе» выступает какой-либо ароматный ликёр, например, мятный, анисовый или другой, который заливается в охлаждённый стакан «Олд фешен» со льдом или ликёрную рюмку объёмом 75 мл. Фруктово-ягодные ликёры добавляются для подслащивания. Соотношение составляющих: одна объёмная часть ликёра, одна — коньяка и восемь холодного кофе. Всё взбивается в шейкере, гарнируется взбитыми сливками, подаётся с соломинкой, иногда — с ложкой.
Коктейль Black Gold состоит из одной части ликёра Трипл-сек, одной — ликёра «Амаретто», одной — ликёра Bailey’s, одной — орехового ликёра и двенадцати частей горячего кофе. В этот кофе добавляется коричный шнапс, он украшается сверху взбитыми сливками и посыпается шоколадной стружкой. Напиток подаётся в бокале для кофе с ликёром с палочкой корицы, которой можно его помешивать.
Альтернативный вариант коктейля Black Magic составляется из двух столовых ложек водки, одной с третью столовой ложки кофейного ликёра Khalya и чашки холодного кофе, в него добавляется капля свежевыжатого сока лимона. Этот коктейль подаётся в бокале «Олд фешен» со льдом.
«Кофе по-бельгийски» — коктейль из двух частей ликёра «Антверпенский эликсир», двенадцати частей горячего чёрного кофе и двух частей нерафинированного сахара. В коктейль сверху выкладываются густые сливки, подаётся напиток в бокале для кофе с ликёром.
В Австрии популярен кофе «Мария Терезия» — чёрный кофе с добавлением апельсинового ликёра.